# Legyesbénye
Legyesbénye là một thị trấn thuộc hạt Borsod-Abaúj-Zemplén, Hungary. Thị trấn này có diện tích 20,31 km², dân số năm 2010 là 1576 người, mật độ 78 người/km².